# Maleczewo
Maleczewo (niem. Malleczewen) – wieś w Polsce położona w województwie warmińsko-mazurskim, w powiecie ełckim, w gminie Ełk.
W latach 1975−1998 miejscowość administracyjnie należała do województwa suwalskiego.

## Historia
Nazwa miejscowości wywodzi się od nazwiska jej założyciela, Hieronima Maleckiego, któremu książę Albrecht Hohenzollern nadał tu majątek w 1566 roku. W Maleczewie znajdować się miała drukarnia Maleckich. W 1783 roku wieś szlachecka liczyła tylko pięć domów, a w 1821 roku 37 mieszkańców. W 1905 roku majątek obejmował 165 ha; czynna tu była gorzelnia. Podczas ostatniej wojny pracowali tu jeńcy polscy, francuscy i inni. W czasie działań wojennych w 1945 roku zabudowania majątku zostały niemal kompletnie zniszczone.
Urzędowo miejscowość nazywała się Malleczewen. W 1936 roku zniemczono tę nazwę na Maletten.

## Urodzeni w Maleczewie
- Antoni Zajkowski − judoka, olimpijczyk
- Friedrich Reck-Malleczewen − pisarz, dziennikarz